# Caedmon’s Call
Caedmon's Call ist eine US-amerikanische christliche Rockband. Der Name erinnert an den christlichen Mönch Cædmon, der im 7. Jh. lebte und der Legende gemäß von einem Engel als Dichter und Sänger berufen wurde.

## Geschichte
Caedmon's Call wurde 1993 von vier Gründungsmitgliedern, Cliff Young, Danielle Glenn, Todd Bragg und Aaron Tate, in Houston, Texas, gegründet. Aaron Tate beabsichtigte jedoch nie mit der Band zu reisen und war „nur“ als Songwriter aktiv. Derek Webb war früher auch Teil der Band, obwohl er nie alle Bandmitglieder traf.
Im Juni 1994, nahm die Band ihr erstes Album auf mit dem Namen My Calm//Your Storm, was ursprünglich eine Kassettendemoaufnahme war.
1996 unterzeichnete die Band bei Warner Alliance, einem nicht mehr existierenden Christian Label, einen Vertrag und produzierte ihr gleichnamiges Album. Zu dieser Zeit kam Randy Holsapple in die Band. Nach der Auflösung der Warner Alliance 1998 haben Caedmon's Call beim Label Essential Records unterzeichnet, bei dem sie bis Mai 2006 geblieben sind.
Im Sommer 1999 verließen Aric Nitzberg und Randy Holsapple die Band, während Joshua Moore und Jeff Miller feste Mitglieder wurden. 2003 nach der erfolgreichen Veröffentlichung des Albums Back Home, verließ Derek Webb die Band um eine Solo-Karriere zu starten.
Im Frühjahr 2004 kam Andrew Osenga in die Band, ehemaliger Lead-Sänger der Band The Normals. Aaron Tate und Derek Webb teilten sich die meiste Songwriting Arbeit bis zum Album Back Home, dessen Lieder eher von diversen Autoren geschrieben wurden. Randall Goodgame wurde in den folgenden Jahren zum Songschreiber der Band. 2004 veröffentlichten Caedmon's Call ihr Album Share the Well, welches mit Beifall begrüßt wurde, aber nie wirklich beim Publikum, im Radio oder im Handel ankam. Die Lieder des Albums Share the Well, geschrieben von Randall Goodgame, Andrew Osenga (Gitarre) und Joshua Moore (Keyboard), dokumentieren die Reise der Band nach Indien, Brasilien und Ecuador und beschäftigen sich unter anderem mit der Hungersnot und mit der eher unbekannten Schlacht der Dalits in Indien für Freiheit.

## Stil
Die Musik von Caedmon's Call wird als Contemporary Christian bezeichnet. Sowohl Einflüsse aus dem Folk Rock als auch aus dem Alternative Rock lassen sich erkennen. Die Inhalte ihrer Lieder lehnen sich stark an den christlichen Glauben an. Somit erzählen ihre Lieder sowohl von fiktionalen Geschichten (Bus Driver) als auch von echten Erfahrungen, die in den Liedern verarbeitet wurden (Center Aisle). Beide Lieder wurden von Derek Webb geschrieben (s. u.).

## Diskografie
- 1994: My Calm // Your Storm
- 1995: Just Don't Want Coffee
- 1997: Caedmon's Call (Album)
- 1997: Limited Edition Tour EP
- 1997: The Guild Collection Vol. 1
- 1997: Intimate Portrait (EP)
- 1998: The Guild Collection Vol. 2
- 1999: 40 Acres
- 2000: Long Line of Leavers
- 2000: Songs from the Guild
- 2001: The Guild Collection Vol. 3
- 2001: In the Company of Angels: A Call to Worship
- 2003: Back Home
- 2004: Chronicles 1992-2004 (Best of)
- 2004: Share the Well
- 2006: In the Company of Angels II: The World Will Sing
- 2007: Overdressed
- 2010: Raising up the dead